# Íslendingabók
Vous lisez un « article de qualité » labellisé en 2018.
L'Íslendingabók (en latin : Libellus Islandorum — littéralement « Livre des Islandais ») est une œuvre littéraire islandaise du XIIe siècle, écrite par Ari Þorgilsson, prêtre et historien. Son ouvrage traite du début de l'histoire de l'Islande, de la colonisation au début du XIIe siècle. D'un style prosaïque et extrêmement concis, le texte est écrit en langue vernaculaire, le vieux norrois.
Organisé en dix chapitres, l'Íslendingabók accorde une place importante à la christianisation de l'Islande et au développement de l'Église dans le pays. Le récit constitue également un « mythe des origines » pour les Islandais, en soulignant leur origine norvégienne.
Bien qu'Ari ait écrit de nombreux autres ouvrages, l'Íslendingabók est celui qui l'a rendu célèbre, ses autres œuvres étant pour la plupart perdues. Le Livre des Islandais lui-même tel que nous le connaissons n'est qu'une deuxième version postérieure de quelques années à l'œuvre originale, perdue.
Ouvrage fondateur de la littérature islandaise, qui inspira les sagas, il est également une source d'informations très précieuses sur l'histoire du pays.

## Résumé
L'Íslendingabók, littéralement « Livre des Islandais », en latin : Libellus Islandorum, est une brève chronique sur l'histoire de l'Islande de la colonisation de l'île au début du XIIe siècle en passant par la fondation de l'État libre islandais et la christianisation du pays vers l'an mille,.
Le Livre des Islandais s'ouvre par un prologue qui explique l'histoire du livre, suivi d'un sommaire.
L'ouvrage est divisé en dix chapitres, :
1. De la colonisation de l'Islande
2. Des colons et de l'établissement des lois
3. De l'établissement de l'Althing
4. Du calendrier
5. De la division en quarts
6. De la colonisation du Groenland
7. De la christianisation de l'Islande
8. Des évêques étrangers
9. De l'évêque Ísleifr
10. De l'évêque Gizurr

Enfin, deux épilogues sont présents à la fin du livre, introduits ainsi, :
1. « Voici l'ascendance des évêques des Islandais et leur généalogie »
2. « Voilà les noms des ascendants mâles des Ynglingar et de la population de Breiðafjörður »

### Prologue
Le Livre des Islandais commence, à la manière des chroniques latines médiévales, par un prologue. Mais à la différence de ces dernières, il n'indique pas à quelle occasion dans quel but a été écrit le livre. En revanche, il mentionne une première version du Livre des Islandais, destinée aux évêques Þorlákr Runólfsson et Ketill Þorsteinsson ; Ari leur montra cette première version ainsi qu'au prêtre Sæmundr Sigfússon,. Il écrivit ensuite une seconde version ; il mentionne des listes des rois et des généalogies, mais la formulation est ambiguë et son sens n'est pas clairement établi, (voir section Histoire). Il finit par dire qu'il a modifié le livre selon ce qu'il a mieux appris à connaître et qu'il est plus exact que le premier ; car, dit-il, dans ce genre d'histoires, il faut s'en tenir à ce qui est le plus exact.
Le prologue finit par une courte généalogie de rois : « Hálfdan hvítbeinn, roi des Upplandais, fils d'Óláfs trételgju, roi des Suédois, était le père d'Eysteins frets, père d'Hálfdanar ins milda ok ins matarilla, père de Goðröðar veiðikonungs, père de Hálfdanar ins svarta, père de Haralds ins hárfagra, qui était le premier de sa famille à être l'unique roi de toute la Norvège. ».

### Chapitre 1 - De la colonisation de l'Islande

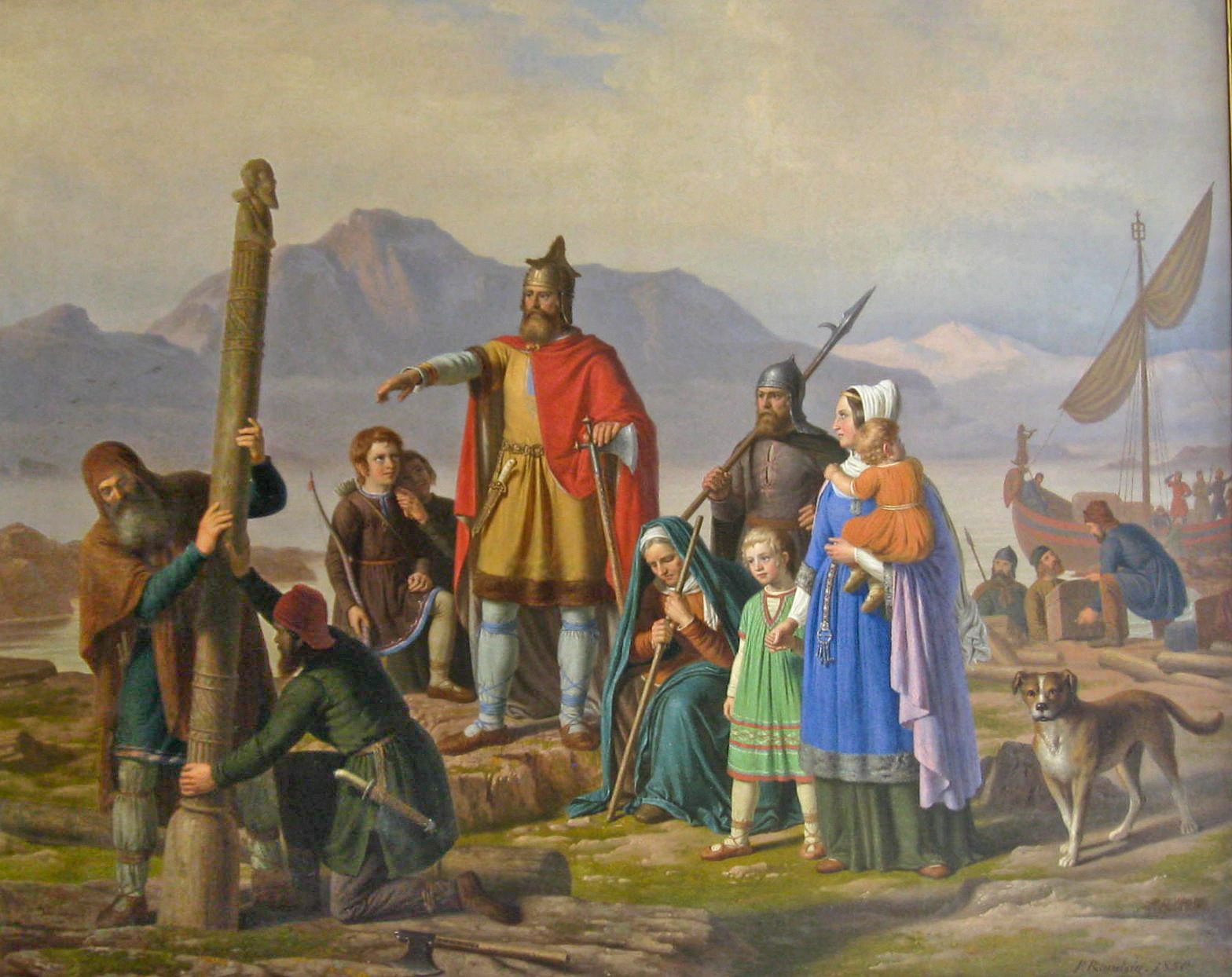
Ingolf tager Island i besiddelse (« Ingólfr prend possession de l'Islande »), Johan Peter Raadsig, 1850.

L'Íslendingabók débute en indiquant que l'Islande fut colonisée par des Norvégiens durant le règne de Harald à la Belle Chevelure, à l'époque où Ivar Ragnarsson tua Edmond d'Est-Anglie, roi des Angles, « 870 ans après la naissance du Christ ».
Le premier colon serait un Norvégien, Ingólfr, qui, aurait effectué un premier voyage en Islande, et quelques années plus tard, un second voyage à l'issue duquel il s'installa au sud de Reykjavik.
Selon le livre, à cette époque, l'île était recouverte de forêts entre les montagnes et le littoral.
D'autre part, il affirme qu'il y avait à cette époque des chrétiens irlandais installés, auxquels les Scandinaves donnèrent le nom de « papar ». Ces chrétiens quittèrent l'île afin d'éviter d'être en contact avec des païens.
Le premier chapitre se termine en indiquant qu'au vu du grand nombre de personnes qui quittaient la Norvège, Harald finit par interdire l'émigration, de peur de voir le royaume se dépeupler. Finalement, il décida de faire payer une taxe de cinq onces d'argent aux émigrants norvégiens lors de leur départ.

### Chapitre 2 - Des colons et de l'établissement des lois
Le deuxième chapitre s'ouvre par une liste de colons originaux, originaires de Norvège, et de leurs descendances :
- Hrollaugr, de qui descendrait la population de Síða ;
- Ketilbjǫrn Ketilsson, ancêtre de la population de Mosfell ;
- Auðr, de qui descendrait la population de Breiðafjörður ;
- Helgi le Maigre, ancêtre de la population d'Eyjafjörður.

On peut noter qu'Ari commence par l'Est, traditionnellement le premier quart de l'île à avoir été colonisé, et tourne dans le sens horaire ; par ailleurs, s'il souligne leur origine norvégienne, il ne fait aucune mention de leurs liens avec les îles Britanniques.
Puis, Ari indique que quand l'Islande fut complètement colonisée, un « oriental » nommé Úlfljótr (dont, il est mentionné, par ailleurs, que le fils Gunnar serait l'ancêtre de la population de Djúpadalr dans l'Eyjafjörður), vivant à Lón dans l'est du pays, importa les premières lois de Norvège ; ces lois prirent le nom de « lois d'Úlfljótr » et étaient inspirées pour la plus grande part des lois du Gulaþing, (beaucoup de colons venaient de la région du Gulaþing dans l'ouest de la Norvège). Sur sa recommandation, son frère adoptif Grímr Geitskór parcourut tout le pays avant la tenue de l'Alþing (le nom qui fut donné à l'assemblée nationale législative et judiciaire en train d'être créée ; le nom signifie « assemblée générale »). Ce voyage a pu avoir pour but de trouver un lieu propice à l'établissement de l'assemblée, ou de réunir des soutiens. Ari finit son chapitre en indiquant que tout le monde dans le pays lui donna une pièce pour cela, et il donna cet argent aux temples.

### Chapitre 3 - De l'établissement de l'Althing

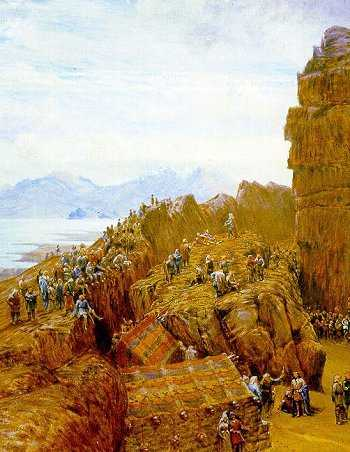
Reconstitution d'une réunion de l'Alþing au Lögberg (« Rocher de la Loi »).

Ari indique qu'avant l'établissement de l'Althing par la décision d'Úlfljótr et le consentement de toute la population, existait déjà une assemblée (Þing / thing) à Kjalarnes, fondée par quelques chefs dont Þorsteinn Ingólfsson, fils d'Ingólfr Arnarson le premier colon. Puis il mentionne un homme du nom de Þórir kroppinskeggi, coupable du meurtre d'un certain Kolr, qui donna son nom à la gorge où ses restes furent retrouvés : Kolsgjá. Le meurtrier, qui possédait un terrain à Bláskógar, vit ses terres devenir propriété publique pour être utilisées par l'Althing (on connaît depuis ce lieu sous le nom de Þingvellir, littéralement « les plaines du Parlement »). L'endroit fournissait en effet du bois grâce aux forêts, et des pâturages pour les chevaux dans les landes.
Dans le second paragraphe du chapitre, Ari indique que l'Islande fut entièrement colonisée en soixante ans, et qu'il n'y a plus eu de colonisation par la suite. Puis il donne le nom des premiers lögsögumad (« diseurs de la loi ») : après Úlfljótr, Hrafn, fils de Hœngr, occupa le poste pour vingt étés, à partir de 930 environ,, puis lui succéda Þórarinn, frère de Ragi et fils d'Óleifr, lui aussi pour vingt étés.

### Chapitre 4 - Du calendrier

La réforme du calendrier permet de recaler les années avec la course du Soleil dans le ciel.

Ari commence ce chapitre en expliquant qu'originellement, les années duraient 364 jours, soit 52 semaines, ou douze mois de trente jours et quatre jours supplémentaires. Les « plus sages du pays » remarquèrent que l'été empiétait de plus en plus sur le printemps, mais personne ne se rendit compte que la cause était que l'année durait un jour de plus que 52 semaines,.
Puis le livre évoque un certain Þorsteinn le Noir, qui à la suite d'un rêve et sur les conseils d'un certain Ósvífr Helgason à qui il raconta son rêve, se rendit au Lögberg lors de la réunion suivante de l'Althing et proposa d'ajouter une semaine tous les sept étés, et d'observer le résultat. Comme Ósvífr l'avait prédit, tout le monde applaudit la proposition qui fut immédiatement traduite en loi par Þorkell máni et d'autres sages.
Ari explique ensuite : selon l'estimation correcte, il y a 365 jours dans l'année et un de plus pour une année bissextile, mais selon leur estimation, il y en avait 364. Mais si on ajoute une semaine tous les sept ans, alors les deux périodes de sept ans ont la même durée, sauf s'il y a deux années bissextiles durant une même période de sept ans, auquel cas la semaine sera ajoutée au bout de six ans seulement.

### Chapitre 5 - De la division en quarts

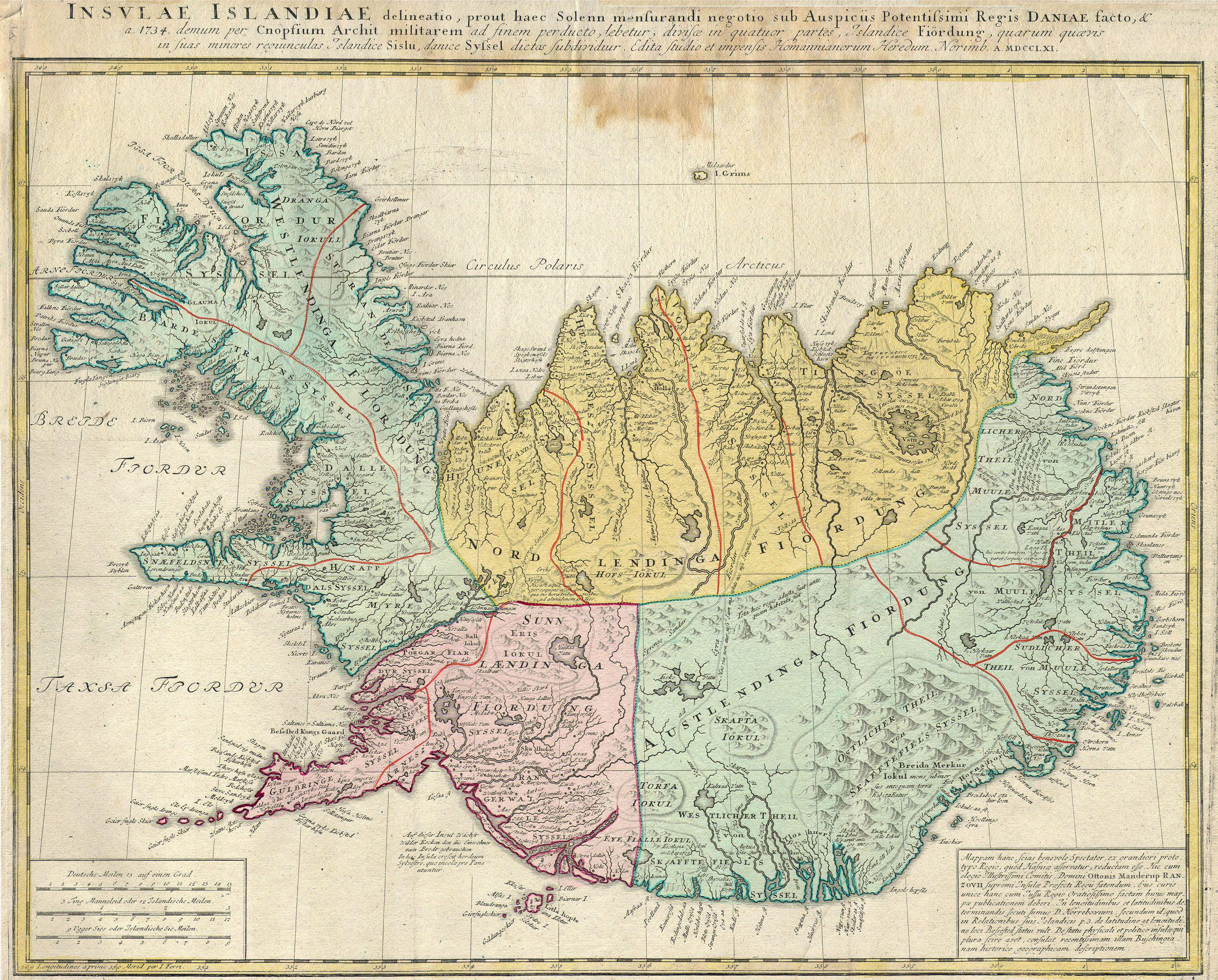
Le découpage en quarts de l'Islande sur une carte du XVIIIe siècle.

L'Íslendingabók relate une affaire judiciaire à la suite d'un meurtre impliquant Þórðr gellir, fils d'Óleifr feilan de Breiðafjörður, et Tungu-Oddr de Borgarfjörður. Le meurtre fut initialement jugé à Borgarfjörður, mais les parties restant inconciliables, l'affaire fut portée à l'Althing. Þórðr gellir fit un discours au Lögberg dans lequel il expliqua les inconvénients qu'il y avait à être impliqué dans un jugement d'un thing inconnu, il fit part des difficultés qu'il rencontra pour obtenir justice.
Le pays fut alors divisé en quarts, avec trois assemblées dans chaque quartier qui seraient chargées de traiter les affaires judiciaires. Dans le quart nord, il y eut quatre assemblées, parce que les habitants n'acceptèrent pas d'autre solution. En effet, les habitants du nord d'Eyjafjörður et de l'ouest de Skagafjörður étaient mécontents du découpage. Hormis cette exception, les assemblées fonctionnaient de la même manière dans tous les quartiers : il fallait nommer le même nombre de juges, et ils devaient être autant que les membres du Lögrétta.
Le chapitre finit par la suite des lögsögumad : Þorkell máni, fils de Þorsteinn Ingólfsson, prit le poste à la suite de Þórarinn, frère de Ragi, pour quinze étés, suivi par Þorgeirr Þorkelsson de Ljósavatn pour dix-sept étés.

### Chapitre 6 - De la colonisation du Groenland

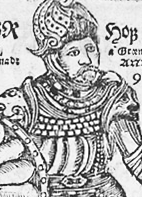
Erik le Rouge, premier colon scandinave du Groenland.

Le Groenland a été, selon Ari, découvert et peuplé depuis l'Islande. Erik le Rouge, un homme originaire de Breiðafjörður, prit possession du lieu à l'époque connu sous le nom de Eiriksfjord,. Il nomma la terre qu'il avait découverte Groenland (littéralement : « pays vert ») dans le but d'attirer des colons avec un nom positif. Les Scandinaves, rencontrant les mêmes populations qu'au Vinland, leur donnent le nom de skrælingar. Ari date le début de la colonisation du Groenland vers 985,.

### Chapitre 7 - De la christianisation de l'Islande
Ce long chapitre sur la christianisation de l'Islande commence par indiquer que c'est le roi Olaf Tryggvason qui christianisa la Norvège et l'Islande. Ari explique qu'il envoya en Islande un prêtre nommé Þangbrandr, qui prêcha la religion chrétienne aux Islandais, et baptisa ceux qui le désiraient. Néanmoins, bien que beaucoup de chefs se fussent convertis, les opposants au christianisme restaient majoritaires. Quand il rentra en Norvège, au bout d'un an ou deux, il fit part au roi de son faible espoir sur les chances de christianiser l'Islande. Le roi, en colère, décida de se venger sur les Islandais installés en Norvège, mais deux hommes, Gizurr et Hjalti, parvinrent à les sauver en promettant au roi de christianiser le pays.
Ils partirent pour l'Islande accompagnés d'un prêtre nommé Þormóðr et se rendirent d'abord aux îles Vestmann, puis partirent pour l'Althing qui se réunissait à ce moment de l'année. Au Lögberg, ils exposèrent leur mission, mais les chrétiens et les païens se séparèrent et quittèrent le Lögberg. Alors les chrétiens demandèrent à Hallr du Síða d'énoncer la loi, en accord avec leur religion. Mais celui-ci se débarrassa de cette responsabilité en la confiant au lögsögumad, Þorgeirr, bien qu'il fût encore païen.
Après que tous les habitants furent rentrés chez eux, Þorgeirr se coucha, enroulé dans sa cape, toute la journée et toute la nuit suivante, sans dire un mot. Le lendemain matin, il fit venir la population au Lögberg, et expliqua qu'il était nécessaire pour éviter les conflits qu'on s'accorde sur une même loi. Alors il déclara que tous les habitants devaient être chrétiens, que ceux qui n'étaient pas encore baptisés le seraient, mais que les anciennes lois resteraient en application au sujet de l'exposition des enfants et de la consommation de viande de cheval. Par ailleurs, les habitants pouvaient continuer à pratiquer des sacrifices en privé, mais ils seraient punis en cas de sacrifice public. Puis quelques années plus tard, les dispositions spéciales païennes furent abolies.
Ari finit en donnant la date de cet évènement : l'an mille, année où le roi Olaf mourut.

### Chapitre 8 - Des évêques étrangers
Ce chapitre donne le nom des évêques étrangers venus en Islande. Friðrekr vint alors que l'Islande était encore païenne, suivi par Bjarnharðr le Savant pour cinq ans, Kolr pour quelques années, Hróðólfr pour dix-neuf ans, Jóhan l'Irlandais pour quelques années, Bjarnharðr pour dix-neuf ans, Heinrekr pour deux ans. De plus, cinq autres vinrent et se déclarèrent eux-mêmes évêques : Ǫrnólfr et Goðiskálkr et trois originaires d'Ermeland : Pétrús, Ábrahám et Stéphánús.
Le chapitre se poursuit par la suite de la liste des lögsögumad : Grímr Svertingsson de Mosfell prit le poste après Þorgeirr pour deux étés, puis, comme il avait la voix enrouée, son neveu, Skapti Þóroddsson, lui succéda, pour vingt-sept étés. Il institua la « Cinquième cour » (en islandais : Fimmtardómur), et la loi selon laquelle un meurtrier ne pouvait déclarer quelqu'un d'autre que lui responsable d'un crime. Ari indique qu'en son temps, beaucoup d'hommes puissants et de chefs furent déclarés hors-la-loi ou condamnés à l'exil pour des meurtres et des batailles. Quand il mourut, « trente ans après la chute d'Óláfr Tryggvason », Steinn Þorgestsson lui succéda pour trois étés, suivi par Þorkell Tjǫrvason pour vingt étés puis Gellir Bǫlverksson pour neuf étés.

### Chapitre 9 - De l'évêque Ísleifr
Ce chapitre est consacré à Ísleifr Gizurarson, fils de Gizurr le Blanc (premier chrétien de sa famille), consacré évêque à l'âge de 50 ans, durant le règne de Harald III de Norvège. La plupart des chefs et des hommes puissants lui envoyèrent leurs fils pour qu'eux-mêmes deviennent évêques : ce fut le cas pour Kolr, à Vík en Norvège, et pour Jóan à Hólar. Ísleifr avait trois fils : l'évêque Gizurr Ísleifsson, Teitr, le tuteur d'Ari,, et Þorvaldr. Ari indique qu'Ísleifr mourut le 5 juillet 1080,.
Le chapitre contient également la suite de la liste des lögsögumad : après que Gellir ait quitté le poste, Gunnar le Sage l'occupa pendant trois étés, suivi par Kolbeinn Flosason pour six étés,, puis Gellir retrouva le poste pour trois étés, suivi par Gunnarr qui ne retrouve le poste que pour un été, puis Sighvatr Surtsson, le neveu de Kolbeinn, l'occupa huit étés. Ari indique que c'est à cette époque que Sæmundr Sigfússon rentra de Frakkland (par quoi Ari pourrait parler de la France ou de l'actuelle Allemagne) et devint prêtre,.

### Chapitre 10 - De l'évêque Gizurr

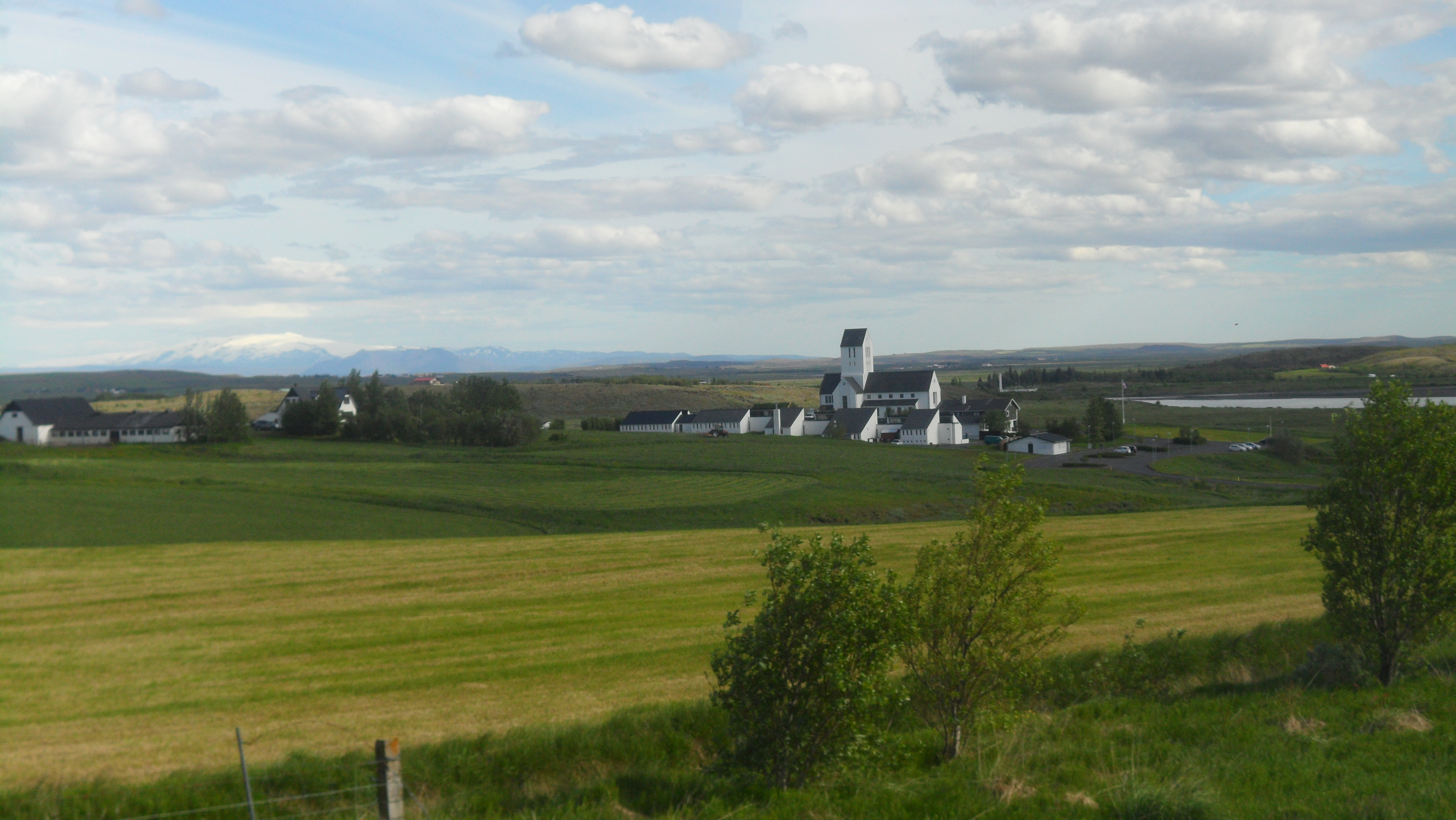
Skálholt, localité où Gizurr fixa le siège épiscopal.

Ce chapitre est consacré à l'évêque Gizurr Ísleifsson, fils d'Ísleifr, qui fut consacré évêque à la demande des habitants durant le règne du roi Olaf III de Norvège (Óláfr Haraldsson), deux ans après la mort de son père. Il passa une de ces années en Islande et l'autre dans le Götaland,.
On apprend que Gizurr était l'homme le plus populaire du pays. Avec Sæmundr Sigfússon, il mit en place un impôt. Il organisa par ailleurs un dénombrement des habitants (ceux qui n'avaient pas à payer la taxe pour se rendre à l'assemblée n'étaient pas comptés) : 840 contribuables dans la région des fjords de l'est, 1 200 dans la région de Rangá, 1 080 dans la région de Breiðafjörður et 1 440 dans la région de Eyjafjörður. C'est également Gizurr qui fixa définitivement le siège épiscopal à Skálholt. Par ailleurs, quand l'évêché fut suffisamment développé, il fit don du quart du diocèse pour la création d'un second évêché.
Le chapitre contient également la suite de la liste des lögsögumad : après Sighvatr, Markús Skeggjason prit le poste l'année suivant le retour de Gizurr en Islande, et l'occupa pendant vingt-quatre étés, suivi par Úlfheðinn, fils de Gunnarr le sage, pour neuf étés, puis Bergþórr Hrafnsson pour six, puis Goðmundr þorgeirsson pour douze.
Gizurr devint évêque, selon Ari, alors qu'il avait quarante ans, Grégoire VII étant alors pape. Alors qu'il était évêque depuis vingt-quatre ans, comme son père, Jóan Ǫgmundarson, âgé de 24 ans, devint évêque d'Hólar. Douze ans plus tard, Þorlákr fut consacré évêque du vivant de Gizurr, mais celui-ci mourut trente nuits plus tard, le troisième jour de la semaine, cinq jours avant les calendes de juin (soit le 28 mai 1118),. Ari finit son livre en donnant des précisions sur la date de la mort de Gizurr. Il mourut la même année que le pape Pascal II, le roi Baudouin Ier de Jérusalem, Arnoul de Chocques, patriarche à Jérusalem, le roi Philippe de Suède, que l'empereur byzantin Alexis Ier Comnène. Deux ans après ces morts, un nouveau cycle métonique (appelé « cycle lunaire » par Ari,) commença, alors que Eysteinn et Sigurðr avaient succédé à leur père Magnús depuis 17 ans. Or Ari date ces évènements de l'année 1120.
Le livre s'achève par ces mots : « Ici ce livre se termine. ».

### Épilogue 1
Ce premier épilogue est intitulé « Voici l'ascendance des évêques des Islandais et leur généalogie » et reprend les quatre colons du chapitre 2 (le principal colon de chaque quart de l'île) et détaille leur descendance jusqu'à arriver à un évêque,. Dans le manuscrit, le premier chrétien de chaque lignée était marquée d'une croix (Hallr du Síða, þórðr hesthöfði et Goðmundr Eyjólfsson) excepté pour Gizurr le Blanc qui a été accidentellement oublié,.
Hrollaugr le colon, qui s'était établi à l'est du Síða à Breiðabólstaðr, était le père de Ǫzurr, père de þórdís, mère de Hallr du Síða, père d'Egill, père de þorgerðr, mère de Jóan, qui était le premier évêque d'Hólar ;
Auðr la femme colon, qui s'était établie à l'ouest de Breiðafjörður à Hvammr, était la mère de þorsteinn le Rouge, père d'Óleifr feilan, père de þórðr gellir, père de þórhildr Ptarmigan, mère de þórðr hesthöfði, père de Karlsefni, père de Snorri, père d'Hallfríðr, mère de þorlákr, qui est maintenant évêque de Skálaholt après Gizzur ;

### Épilogue 2
Ce second épilogue est intitulé « Voilà les noms des ascendants mâles des Ynglingar et de la population de Breiðafjörður ». Il s'agit d'une liste généalogique :
1. Yngvi roi des Turcs
2. Njǫrðr roi des Suédois
3. Freyr
4. Fjǫlnir, mort chez Frið-Fróði
5. Sveigðir
6. Vanlandi
7. Vísburr
8. Dómaldr
9. Dómarr
10. Dyggvi
11. Dagr
12. Alrekr
13. Agni[o]
14. Yngvi
15. Jǫrundr
16. Aun le Vieux
17. Egill Vendelcrow
18. Óttarr
19. Aðils d'Uppsala
20. Eysteinn
21. Yngvarr
22. Braut-Ǫnundr
23. Ingjaldr le Mauvais
24. Óláfr l'Abatteur d'arbres
25. Hálfdan hvítbeinn, roi des Upplandais
26. Goðrøðr
27. Óláfr
28. Helgi
29. Ingjaldr, fils de la fille de Sigurðr, fils de Ragnarr loðbrók
30. Óleifr le Blanc[p]
31. Þorsteinn le Rouge
32. Óleifr feilan, le premier de la lignée à s'installer en Islande
33. Þórðr gellir
34. Eyjólfr, qui fut baptisé dans sa vieillesse, lors de la christianisation de l'Islande
35. Þorkell
36. Gellir, père de Þorkell — père de Brandr — et de Þorgils, mon père ; et je m'appelle Ari.

## Histoire
L'Íslendingabók est écrit vers 1130 par Ari Þorgilsson « le Savant », un goði (chef), prêtre catholique et historien islandais,,. L'ouvrage peut être daté d'entre les années 1122 et 1133, grâce aux références aux évêques Þorlákr et Kettil (respectivement évêques de 1118 à 1133 et de 1122 à 1145),.

### Contexte
Ari appartient à la puissante famille de la région de Breiðafjörður, qui prétend descendre de la dynastie légendaire des Ynglingar. Ainsi, dès sa naissance, il se trouvait dans un milieu favorable aux recherches historiques.
Après la mort de son père, Ari alors très jeune, vécut quatorze ans à Haukadal, chez le chef Hallr, où un homme, Teitr, fils du premier évêque de l'île, Ísleifr Gizurarson, joua auprès de lui le rôle de père adoptif. L'influence de sa famille adoptive sera également capitale pour la rédaction du Livre des Islandais : c'est grâce à son éducation par Teitr, dans une des  quatre écoles islandaises de l'époque, qu'il prendra goût à l'histoire ; de plus, le fait que son tuteur soit fils d'évêque lui a permis de bénéficier d'une ouverture sur l'Occident chrétien, et sur la littérature médiévale, latine et religieuse surtout. En effet, contrairement à l'habitude des écrivains médiévaux islandais, qui était de décrire l'Islande comme une île isolée aux confins de l'humanité, les Islandais voyageaient beaucoup et avaient des relations avec les autres pays européens. L'Europe médiévale est de surcroît à cette époque dans une période de renaissance médiévale.
L'ouvrage a probablement été commandé à Ari par l'Église d'Islande afin de servir d'introduction historique au nouveau Code ecclésiastique qu'elle venait d'adopter. Il a probablement passé la majeure partie de sa vie à recueillir des informations pour son Livre des Islandais.

### Sources et influences
Ari cite régulièrement ses sources, en mettant en avant leurs connaissances et leur fiabilité. Son tuteur, Teitr, est une source importante d'informations pour le livre,.

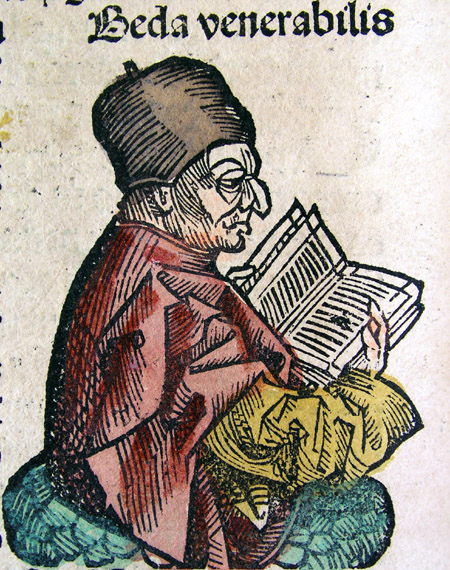
Bède le Vénérable a servi de modèle pour Ari.

Ari possédait de solides connaissances sur l'historiographie étrangère. Comme il était le premier à composer une œuvre en langue vernaculaire, il n'avait pas de modèle proprement islandais pour organiser son travail. Il fut influencé par l'hagiographie médiévale européenne. Ainsi, Bède le Vénérable, auteur anglais du VIIIe siècle considéré comme le père de l'historiographie anglaise, a très probablement servi de référence à Ari par son Histoire ecclésiastique du peuple anglais. Par exemple, le fait de citer régulièrement ses sources, comme le fait Ari, se retrouve dans l'Histoire ecclésiastique ainsi que dans la Vie de saint Cuthbert de Bède. La Gesta Hammaburgensis ecclesiae pontificum d'Adam de Brême est également parfois citée comme possible modèle pour Ari. De plus, il est possible que l'usage fréquent des mots fróðr (« savant ») et spakr (« sage ») ne soit pas issu de la tradition orale scandinave mais plutôt emprunté à la pratique européenne médiévale de qualifier certains individus de doctus ou sapiens — Ari crée ainsi des qualificatifs islandais équivalents à ceux des auteurs (auctores) européens, dont se serviront pour qualifier Ari lui-même les Islandais de la fin du XIIe siècle et du XIIIe siècle. Il lui arrive même d'utiliser des mots latins, comme obiit (« mourut ») ou rex (« roi »), bien qu'il soit possible qu'il s'agisse  d'abréviations de mots islandais. On peut même trouver des phrases entières en latin, comme, au début du livre : « Incipit Libellus Islandorum » (« Ici commence le livre des Islandais »). Par sa structure (prologue et division en chapitres titrés), le Livre des Islandais est similaire aux chroniques latines,.
L'un des principaux emprunts aux Européens est la chronologie — il a probablement appris le calcul chronologique européen grâce aux écrits de Bède. Ainsi, Ari parvient à organiser l'histoire de l'Islande dans  un cadre temporel cohérent, ce qui est un des principaux aspects de la littérature historique européenne. Il utilise des datations absolues et relatives, combinant les références temporelles religieuses européennes (morts des religieux, notamment), et les références norvégiennes (dates de règne des rois) et islandaises (dates des exercices des fonctions de lögsögumad. Les trois repères majeurs de son calendrier, outre la naissance de Jésus de Nazareth, sont la mort d'Edmond d'Est-Anglie en 870, la chute du roi de Norvège Olaf Tryggvason en 1000, et le début d'un nouveau cycle métonique en 1120,.

### Première version du livre
L'Íslendingabók tel que nous le connaissons n'est qu'une deuxième version postérieure de quelques années à l'œuvre originale, perdue. Il est probable que la première version ne soit qu'un brouillon du Livre des Islandais, qui fut par la suite modifié selon les recommandations des trois prêtres auxquels Ari a montré son livre, qu'il mentionne dans son prologue : Þorlákr Runólfsson et Ketill Þorsteinsson, respectivement évêques de Skálholt et d'Hólar, et le prêtre Sæmundr Sigfússon,,. Il serait surprenant qu'ils aient transmis cette première version à d'autres personnes, étant donné qu'ils représentaient les autorités religieuses et séculières, et agissaient donc vraisemblablement en tant que censeurs. Pourtant, les spécialistes ont souvent considéré que la première version avait servi de source aux auteurs médiévaux, par exemple à propos des rois. Certains spécialistes ont même émis l'hypothèse que la mention de deux versions par Ari ne soit qu'une invention pour affirmer son humilité et sa soumission à une autorité supérieure.
Dans son prologue, après avoir parlé de la seconde version, Ari mentionne des listes des rois et des généalogies, mais la formulation est ambiguë et son sens n'est pas clairement établi,. Elle signifie pour beaucoup que ces passages étaient présents dans la première version du Livre des Islandais, et qu'il les a omis dans la version révisée, peut être pour mettre l'accent sur le caractère islandais de son histoire,. Néanmoins, certains spécialistes, dont le premier fut Árni Magnússon, ont émis l'hypothèse qu'Ari ait écrit ces passages après la première version et qu'il les ait ajoutés à la seconde, mais qu'ils en furent séparés par la suite.

### Place dans l'œuvre d'Ari
L'œuvre est de loin la plus connue d'Ari et celle qui lui a assuré la célébrité, bien qu'il ait dû composer également d'autres œuvres, notamment des généalogies et biographies de rois (norvégiens surtout), dont ses contemporains se sont beaucoup servis mais qui sont aujourd'hui perdues.
Ari est également vraisemblablement l'auteur, en collaboration avec Kolskeggr Ásbjarnarson « le Sage », du Landnámabók (« Livre de la Colonisation »),, l'autre principale source d'information sur la colonisation de l'Islande. Cependant, certains spécialistes remettent en cause le fait qu'Ari soit l'auteur du Landnámabók.
Plusieurs sagas ont parfois été attribuées à Ari (notamment Eyrbyggja saga, Laxdæla saga, Gunnlaugs saga ormstungu, Ólafs saga ens helga et Kristni saga), mais ces hypothèses sont injustifiées, et il semble qu'Ari n'ait jamais écrit de saga et se soit toujours limité à l'histoire.

### Transmission

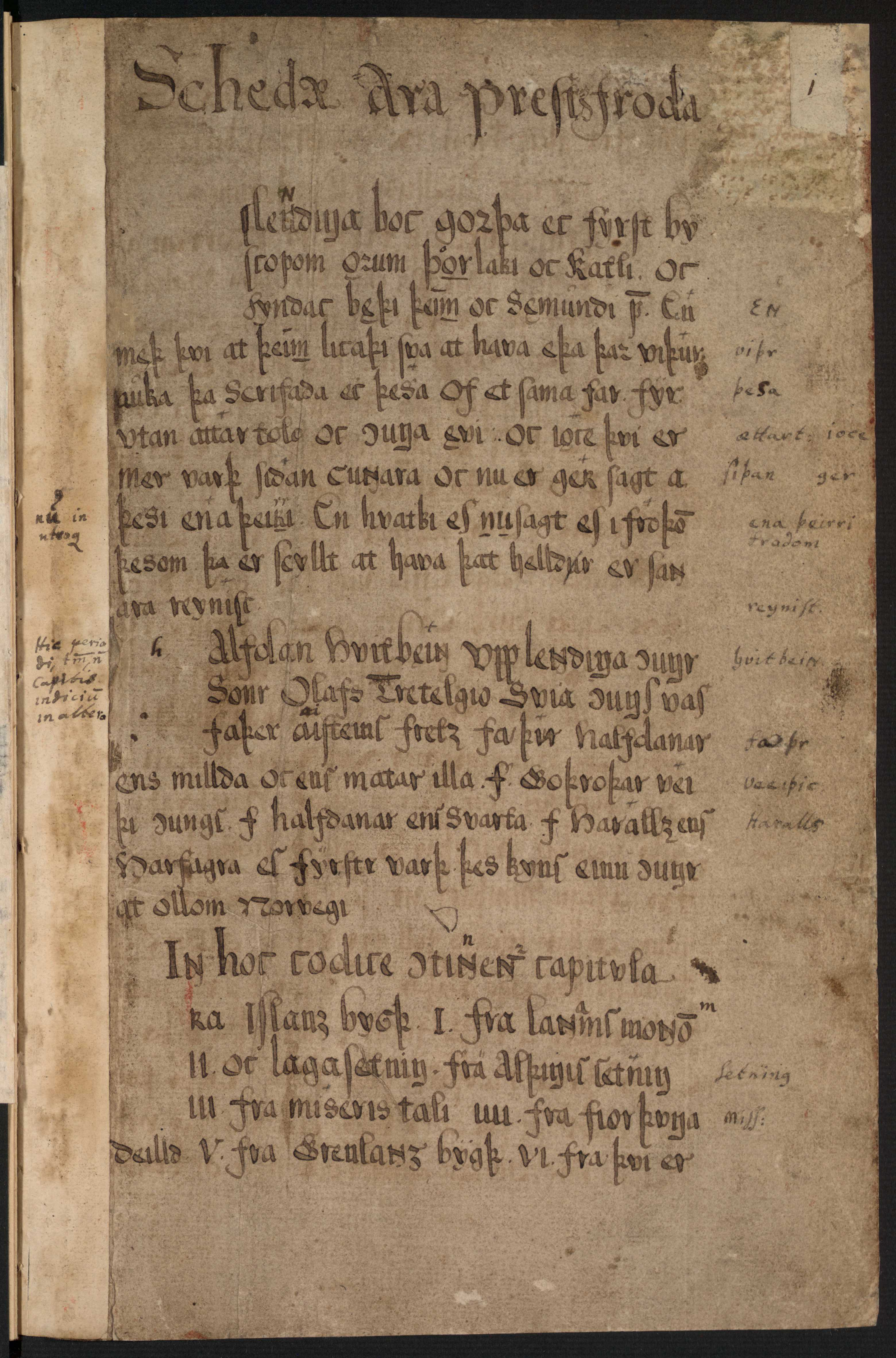
Première page de la copie A de Jón Erlendsson.

Il semble que l'original de l'Íslendingabók ait été écrit sur des feuilles libres.
Le texte est connu par deux manuscrits — référencés AM 113 a fol. (en abrégé « B ») et AM 113 b fol. (en abrégé « A ») — réalisés au XVIIe siècle (B est daté de 1651) par Jón Erlendsson, un prêtre et copiste originaire de Villingaholt, pour l'évêque de Skálholt Brynjólf Sveinsson. Les deux copies sont réalisées à partir d'un même manuscrit datant d'environ 1200, (toutefois, le manuscrit n'est pas assez vieux pour être d'Ari), aujourd'hui perdu,. Les deux manuscrits sont conservés à l'institut Árni Magnússon,. Ils portent l'en-tête Schedæ Ara prests fröda qui n'est probablement pas d'Ari ni même du Moyen Âge. Ces deux copies ont servi de base à toutes les éditions du Livre des Islandais.
Deux chapitres ont également été retrouvés dans d'autres sources, probablement basées sur un manuscrit plus ancien que celui qui fut utilisé par Jón Erlendsson : le chapitre 4 est dans le manuscrit GKS 1812 4to, datant d'environ 1200, et le chapitre 5 se retrouve dans la plupart des manuscrits de la Hœnsa-Þóris saga.

## Analyse
L'œuvre d'Ari forme un genre littéraire à part entière : il ne s'agit ni d'une histoire ecclésiastique ni d'une histoire nationale : elle inclut les deux au sein d'une histoire de la constitution de l'Islande et des Islandais.
L'Íslendingabók a une fonction légitimatrice pour les goði (chefs), les évêques et les rois. Ces personnes de pouvoir sont en effet, tout au long du livre, reconnues par Ari pour leur sagesse et leurs bonnes décisions. Par la généalogie, il réaffirme l'origine et la légitimité du pouvoir de sa famille. Il défend également les intentions du roi de Norvège en réaffirmant les origines norvégiennes des chefs islandais. Il est possible qu'en écrivant son livre, Ari espérait encourager les Islandais à vivre en paix, comme selon lui ils l'ont fait jusque là, alors que l'Islande est sur le point de sombrer dans une guerre qui durera jusqu'au XIIIe siècle.

### Histoire familiale
La majorité de ce que l'on sait sur Ari vient de l'Íslendingabók lui-même,. On peut voir à travers le livre qu'il est très proche des principaux acteurs des évènements racontés. Lorsqu'il établit des arbres généalogiques, on peut voir sa proximité familiale avec les protagonistes de l'œuvre.
Ari retrace à la fin de son livre la généalogie de sa famille. Il appartient à la puissante famille de la région de Breiðafjörður, qui prétend descendre de la dynastie légendaire des Ynglingar.
Après la mort de son père, Ari alors très jeune, vit quatorze ans à Haukadal, chez le chef Hallr, où un homme, Teitr, fils du premier évêque de l'île, Ísleifr Gizurarson, joue auprès de lui le rôle de père adoptif. Sa famille d'accueil, comme sa famille d'origine, occupe une place importante dans le livre.

### Histoire ecclésiastique
En tant que prêtre catholique, Ari a accordé une place importante à la christianisation de l'Islande et au développement de l'Église catholique romaine,. Il ne se contente pas de raconter le moment où le choix est fait de se convertir au christianisme, mais décrit de manière succincte l'ensemble du processus plus global de christianisation, c'est-à-dire les changements politiques et culturels qui s'ensuivent. Il détaille l'histoire des évêques étrangers venus en Islande et des premiers êveques islandais, notamment Gizurr Ísleifsson. Selon certains spécialistes, l'Íslendingabók était pour Ari une histoire avant tout ecclésiastique.
Ari écrit son livre dans l'esprit de l'historiographie chrétienne, et certaines sections sont rédigées suivant le modèle de la Bible.
Il a été suggéré par certains spécialistes qu'Ari, comme Bède le Vénérable, envisageait l'histoire pré-chrétienne des Islandais comme celle des Israélites : l'Islande boisée et fertile serait la terre promise, consacrée par la présence préalable de moines chrétiens — les papar. Puis, les premiers évêques descendent des principaux colons de chaque quart, ce qui leur donne une légitimité. Úlfljótr, celui qui donne des lois aux Islandais, peut être comparé à Moïse ; par ailleurs, l'établissement d'un calendrier correct est d'un intérêt capital pour l'Église afin de calculer les dates des fêtes chrétiennes. Puis survient la conversion, moment central du livre ; enfin Ari écrit les biographies des évêques Ísleifr et Gizurr, dans lesquelles on peut se rendre compte du rôle joué par celui-ci dans l'intégration de l'Islande à la structuration de l'Église en diocèses, et dans l'instauration de l'impôt.
Néanmoins, au contraire de Bède, Ari ne conçoit pas l'Église islandaise comme une branche locale de l'Église : ainsi on peut voir qu'Ari ne traite quasiment pas des événements ecclésiastiques en dehors de l'Islande, en dehors de quelques noms de papes, et d'une liste de morts l'année de celle de Gizurr ; par ailleurs, dans son livre n'est pas traitée la manière dont l'Église d'Islande s'insère dans le cadre international de l'Église. Ainsi, il semble qu'Ari s'intéresse plus à l'Église en tant que composante de la société islandaise qu'en tant qu'entité autonome — ainsi, il se concentre surtout sur les qualités sociales que religieuses des évêques (comme la popularité de Gizurr). Il fallut en effet attendre la fin du XIIe siècle et le début du XIIIe siècle pour que la séparation soit faite entre le pouvoir séculier et ecclésiastique ; il est invraisemblable qu'Ari ait cherché à séparer l'histoire de l'Église de celle des institutions séculières d'Islande.
Ainsi, la plus remarquable différence entre le travail d'Ari et l'historiographie et l'hagiographie européenne, est le point de vue séculier qu'Ari adopte même sur les événements spirituels et religieux. Son intérêt pour la christianisation porte sur les changements institutionnels et politiques, bien plus que sur le changement de croyances. La christianisation n'est pas vue comme solution à un danger spirituel que représenterait le paganisme, mais comme une solution au risque de guerre civile que crée l'opposition entre le paganisme et le christianisme.

### Histoire nationale
Ari compose son livre alors qu'au début du XIIe siècle, l'identité islandaise est en train de se forger. Le développement d'une identité ethnique — comprise, non pas en un sens biologique, mais en tant que construction historique et culturelle —, passe, d'après les études actuelles, par l'attachement d'un groupe à un territoire, l'adoption d'une histoire commune ou « mythe des origines » (souvent celle du groupe dominant), l'adoption d'un langage commun et de divers symboles, ainsi qu'une « amnésie collective » à propos des traditions divergentes et des peuples plus anciens ou soumis.
Ari, précisément, crée un mythe des origines des Islandais, en insistant sur la relation entre leur île et la Norvège — les Islandais auraient en effet toujours conservé un intérêt pour l'histoire de ce que les auteurs médiévaux s'accordent à décrire comme leur terre d'origine. La relation avec l'Irlande, comme les autres éléments « indésirables » de l'histoire islandaise, sont passés sous silence. Il fixe les ancêtres des Islandais dans l'espace et le temps, créant ainsi des « figures de mémoire ». Ils auraient migré à travers les mers pour s'installer sur une « terre promise ». Il souligne l'origine norvégienne des colons (notamment des quatre colons principaux, Hrollaugr, Ketilbjǫrn, Auðr et Helgi) et délaisse les autres origines possibles, suédoise ou celtique notamment, au contraire du Landnámabók, qui mentionne des colons d'origines plus variées. Dans la suite de l'ouvrage, il parle des premières lois importées de Norvège, et de la christianisation due au roi de Norvège,. Il délaisse les Celtes chrétiens : les papar quittent l'île dès l'arrivée des Norvégiens, bien que le Landnámabók et la Kristni saga parlent de chrétiens dans le sud de l'île (à Kirkjubœr) durant la colonisation scandinave. Cela faussera d'ailleurs toute la littérature postérieure : ainsi, dans la Óláfs saga Tryggvasonar en mesta, il est dit d'un chrétien qu'il s'agit d'un converti, bien qu'en réalité il s'agisse d'un celte chrétien. Par ailleurs, Ari passe sous silence les conflits entre traditions dont il est fait mention dans le Landnámabók ; il simplifie l'histoire en la linéarisant, avec un peuple bien défini avec une origine bien définie (la Norvège).
Ce choix d'Ari est vraisemblablement dû aux rapports de pouvoir à son époque, et notamment la dépendance de l'Islande envers le pouvoir politique norvégien ; par ailleurs il peut aussi venir de la généalogie : ainsi le père de l'évêque Ísleifr était second cousin avec le roi Olaf Tryggvason.
Ari fournit aux Islandais une histoire commune basée sur les moments clés de la colonisation et de la christianisation de l'île ; bien qu'il emprunte à la littérature latine, sa liberté vis-à-vis de la religion et de la rhétorique, ainsi que l'importance qu'il attache aux processus politiques et sociaux en fait une œuvre unique parmi les livres du Moyen Âge.

### Style
Son ouvrage, est écrit en prose, de manière extrêmement concise. Rédigé en langue vernaculaire (vieux norrois) et non en latin,, il possède des similitudes de style avec les sagas, notamment l'usage de la première personne du singulier pour se référer à l'auteur lui-même. En revanche, son style très concis contraste avec l'art narratif des sagas. Le style du livre a, dans une certaine mesure, toutes les caractéristiques d'un travail objectif.
Ari cite régulièrement ses sources, en mettant en avant leurs connaissances et leur fiabilité. Parmi ces informateurs, on trouve notamment Teitr, son tuteur, dont on retrouve le nom un peu partout dans l'ouvrage,,,,, et qu'il décrit comme « l'homme le plus sage qu'il ait connu ». Il accorde également une haute reconnaissance à Hallr, originaire d'Haukadalr, tuteur de Teitr, « le plus généreux laïc dans le pays et le plus éminent par ses qualités ».

## Réception

### Réception contemporaine de l'œuvre

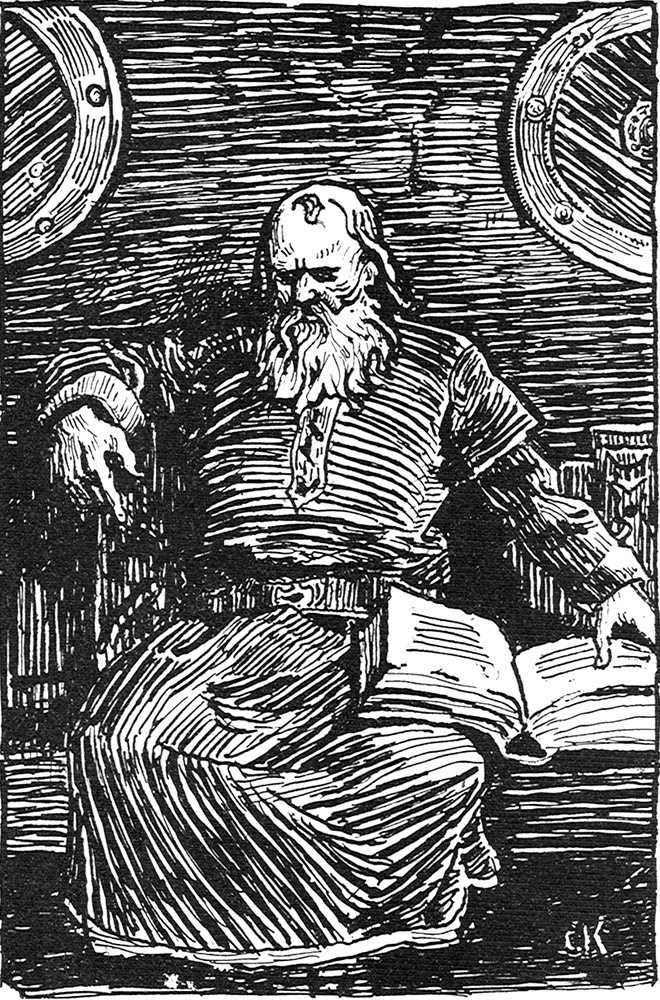
Snorri Sturluson a rendu hommage à Ari Þorgilsson dans son œuvre en soulignant son importance dans l'histoire de la littérature islandaise.

Ari cherche clairement une diffusion de son œuvre à l'échelle islandaise : ainsi, il parle des Islandais grâce à la première personne du pluriel (« nos évêques », « notre estimation », « nos compatriotes »), et désigne les déplacements entre Norvège et Islande par des locutions telles que « par ici » (vers l'Islande) et « depuis ici » (vers la Norvège). Sa décision d'écrire en vieil islandais plutôt qu'en latin restreint ses lecteurs potentiels aux seuls Islandais (éventuellement aux Norvégiens) plutôt que de diffuser son œuvre internationalement à tous les latinistes.
Au Moyen Âge, Ari jouissait d'une grande reconnaissance : ainsi était-il surnommé « Ari le Savant » (Ari inn fróði),,. Il servait souvent d'autorité à propos des rois de Norvège et des vies des premiers Islandais (notamment ses ancêtres et les premiers évêques) dans la littérature en vieil islandais.
Les auteurs médiévaux islandais postérieurs rendront hommage à Ari dans leurs œuvres : ainsi, par exemple, l'auteur inconnu du Premier traité grammatical manifeste dans son ouvrage son admiration pour Ari. Dans la préface de son Heimskringla, Snorri Sturluson rend hommage à Ari en déclarant qu'il « fut le premier en Islande qui mit par écrit, dans la langue du Nord, les événements des temps passés et présents ».
Ari compose son livre alors que l'identité islandaise est en train de se forger. Ari, à travers son livre, crée un « mythe des origines » des Islandais, en insistant sur la relation entre leur île et la Norvège — les Islandais auraient en effet toujours conservé un intérêt pour l'histoire de ce que les auteurs médiévaux s'accordent à décrire comme leur terre d'origine — ; il fixe les ancêtres des Islandais dans l'espace et le temps, créant ainsi des « figures de mémoire » (voir section Histoire nationale). Le « mythe des origines » créé par Ari sera rapidement intériorisé par les Islandais. Pendant longtemps, son témoignage ne sera pas contesté, et servira de référence pour les historiens des XIIIe et XIVe siècles. L'Islendingabók, en formalisant les Islandais en tant que peuple distinct, a donc une forte valeur idéologique.

### Place dans la littérature islandaise
Les peuples germaniques, avant leur christianisation, n'avaient pas de tradition littéraire, leurs écrits se limitant à quelques inscriptions runiques, dont aucune n'a été retrouvé en Islande. La christianisation de l'Islande, survenant en 999/1000, amène sur l'île l'alphabet latin, bien plus adapté que l'alphabet runique pour symboliser le langage ; de plus elle permet aux Islandais de partir étudier dans les universités européennes. Les copistes et savants qui compilent les anciennes histoires mythologiques ou rédigent les sagas sont vraisemblablement tous des chrétiens.
Avant l'Íslendingabók, selon l'Edda de Snorri Sturluson et le Premier traité grammatical, seules des lois, des généalogies, et des traductions de textes religieux sont mises sous forme écrite,. La prose islandaise naît durant la première moitié du XIIe siècle : l'Íslendingabók est l'unique livre préservé de ces débuts. Ari est le premier Islandais à composer une œuvre originale en langue vernaculaire (vieux norrois),, : il a ainsi a posé les bases de la littérature islandaise,. Dans son Edda, Snorri Sturluson affirme qu'Ari a le mérite d'avoir adapté l'alphabet latin à la langue islandaise.
Après que les Islandais ont été christianisés, ils ont eu le moyen d'écrire leur histoire. Principal témoignage de l'intérêt porté à l'histoire par les écrivains islandais, l'Íslendingabók est la plus ancienne source écrite parvenue jusqu'à nous sur l'histoire de l'Islande, et plus précisément la plus ancienne racontant l'histoire de la colonisation de l'Islande et la christianisation du pays, et la première à les dater. Le Livre des Islandais est le premier à utiliser le terme d'« Islandais », et contient également la plus ancienne référence au Vinland dans les écrits en vieux norrois. Ari est considéré comme le « père » de l'historiographie islandaise, le premier historien islandais, un pionnier et un innovateur (« brautryðjandi ok byrjandi »), dont le travail est une « étoile-guide » (« leiðarstjarna ») dans l'histoire du pays.
Bien qu'il ne s'agisse pas d'une saga et qu'il en diffère par le style, on retrouve quand même certaines similitudes stylistiques, notamment l'usage de la première personne du singulier pour se référer à l'auteur lui-même. Ainsi, l'œuvre d'Ari va influencer sur certains aspects les futures sagas.

### Place dans la recherche historique
L'Íslendingabók est considéré comme l'un des meilleurs exemples de l'historiographie médiévale.
Avec le Landnámabók, l'Íslendingabók est l'une des principales sources historiques sur la colonisation de l'Islande.
L'Íslendingabók est également une source importante à propos de la christianisation de l'Islande. Certains historiens considèrent que le Livre des Islandais est la seule source littéraire à étudier concernant la christianisation, se justifiant par le fait que les autres sources sont dérivées de l'Íslendingabók.
Concernant la colonisation du Groenland, Ari donne quelques informations, mais c'est la Saga d'Erik le Rouge qui en livre l'histoire la plus complète.

#### Fiabilité
Deux arguments permettent de considérer comme plutôt fiable l'Íslendingabók : la proximité entre Ari et les évènements qu'il décrit, et le soin qu'il apporte à citer ses sources. Par ailleurs, on peut voir que son récit devient bien plus détaillé après l'an mille : en effet, à partir de cette date, il n'est plus séparé des évènements qu'il raconte que par deux générations, ses sources sont donc plus nombreuses et plutôt fiables. Selon Régis Boyer, il possède, avec plusieurs siècles d'avance et contrairement à tous ses contemporains, les qualités que nous exigeons aujourd'hui d'un véritable historien. Cependant, il faut se méfier du fait que l'histoire d'Ari tende à constituer un « mythe des origines » pouvant s'éloigner de la réalité (voir section Histoire nationale).
À propos de la date du début de la colonisation de l'Islande, la date donnée par Ari Þorgilsson concorde avec les sources médiévales norvégiennes et latines. Plusieurs études remettent en cause la validité de la date traditionnelle de début de la colonisation d'Ari, mais celle-ci reste néanmoins aujourd'hui communément acceptée,. L'étude des téphras permet en effet de confirmer que la colonisation de l'île a débuté aux alentours de l'an 871 comme indiqué par Ari Þorgilsson dans l'Íslendingabók. Parmi ces études, on compte notamment des analyses au carbone 14 qui suggéraient que la colonisation de l'Islande avait débuté aux VIe siècle et VIIe siècle ; néanmoins plusieurs imprécisions font que ces analyses ne sont plus aujourd'hui considérées comme étant fiables. En outre des fouilles archéologiques réalisées à Reykjavik dans les années 1970 ont révélé des restes de très anciennes habitations sous des vestiges datant de l'époque de la colonisation, ce qui prouverait qu'elles auraient été bâties avant 870. Par ailleurs, des fouilles archéologiques à Hafnir ont révélé l'existence d'une cabane abandonnée en 770 et 880.
Une autre question ouverte est aussi l'existence des papar, ces moines irlandais présents en Islande avant l'arrivée des Scandinaves. Ari écrit l'Íslendingabók environ 250 ans après la colonisation, ce qui permet de remettre en question ses affirmations. Néanmoins, plusieurs indices tendent en faveur de la présence des papar. Tout d'abord, dans son œuvre De mensura orbis terrae, Dicuil, un moine irlandais du début du IXe siècle, relate la présence de religieux au nord de l'Irlande,, et ce alors que les témoignages de Dicuil et Ari sont très probablement indépendants. Néanmoins, il n'y a pas de preuve que Dicuil fait de manière certaine référence à l'Islande ; par ailleurs, le caractère indépendant des deux sources a été remis en cause : Ari pourrait avoir eu connaissance de l'ouvrage de Dicuil. De plus, un certain nombre de toponymes pourraient faire référence aux papar, par exemple l'île de Papey(« île des papar »). Cependant, il se pourrait que ce soient les Scandinaves qui aient importé les toponymes issus des papar depuis les îles Britanniques où ils s'étaient établis. Enfin, bien qu'Ari tente de prouver la présence des papar en parlant des cloches et des livres qu'ils ont abandonnés, l'archéologie n'a pas fourni de preuves formelles de la présence de papar,, même si certains vestiges, comme des inscriptions cruciformes sur des murs d'anciennes habitations à Papey peuvent être interprétés comme dus aux papar. Orri Vésteinsson, professeur en archéologie à l'université d'Islande, interprète l'absence de traces archéologiques en supposant que la présence des papar fut limitée et discontinue. Quoi qu'il en soit, si des moines irlandais ont mis le pied en Islande, alors ils n'ont pas eu d'effet notable sur l'environnement naturel ni sur le système social islandais. En résumé, on ne peut exclure la présence de papar en Islande, mais on ne peut pas non plus la considérer comme acquise,.

#### Étude comparative
Le Landnámabók et la Kristni saga offrent la possibilité d'une comparaison directe avec l'Íslendingabók, respectivement sur la colonisation de l'Islande et la christianisation et les premiers temps du développement de l'Église. Depuis le début de l'étude des sagas, les trois ouvrages ont été mis en relation — l'une des premières théories sur leur origine était que les deux premiers avaient été composés à partir de la première version de l'Íslendingabók, le contenu laissé de côté pour l'un servant à réaliser l'autre.